# Jasper Tissen
Jasper Tissen (15 settembre 1992) è un canottiere olandese.

## Biografia
È cugino di Timothee Heijbrock, anche lui canottiere di caratura internazionale.
Ai mondiali di Ottensheim 2019 ha vinto l'argento nel otto, con Simon van Dorp, Ruben Knab, Björn van den Ende, Maarten Hurkmans, Bram Schwarz, Mechiel Versluis, Robert Lücken e Aranka Kops.
Ha rappresentato i Paesi Bassi ai Giochi olimpici estivi di Tokyo 2020 nell'otto, classificandosi 5º con Simon van Dorp, Ruben Knab, Björn van den Ende, Maarten Hurkmans, Bram Schwarz, Mechiel Versluis, Robert Lücken e Eline Berger.

## Palmarès
- Mondiali

Ottensheim 2019: argento nell'otto;
- Europei

Lucerna 2019: bronzo nell'otto;
Poznań 2020: bronzo nell'otto;
Varese 2021: bronzo nell'otto;